# Істоміно (Нижньогородська область)
Істоміно (рос. Истомино) — присілок в Балахнинському районі Нижньогородської області Російської Федерації.
Населення становить 1378 осіб. Входить до складу муніципального утворення Кочергинська сільрада.

## Історія
Від 2009 року входить до складу муніципального утворення Кочергинська сільрада.

## Населення
| 2002 | 2010  |
| ---- | ----- |
| 1055 | ↗1378 |